# Cầu vịnh Yokohama

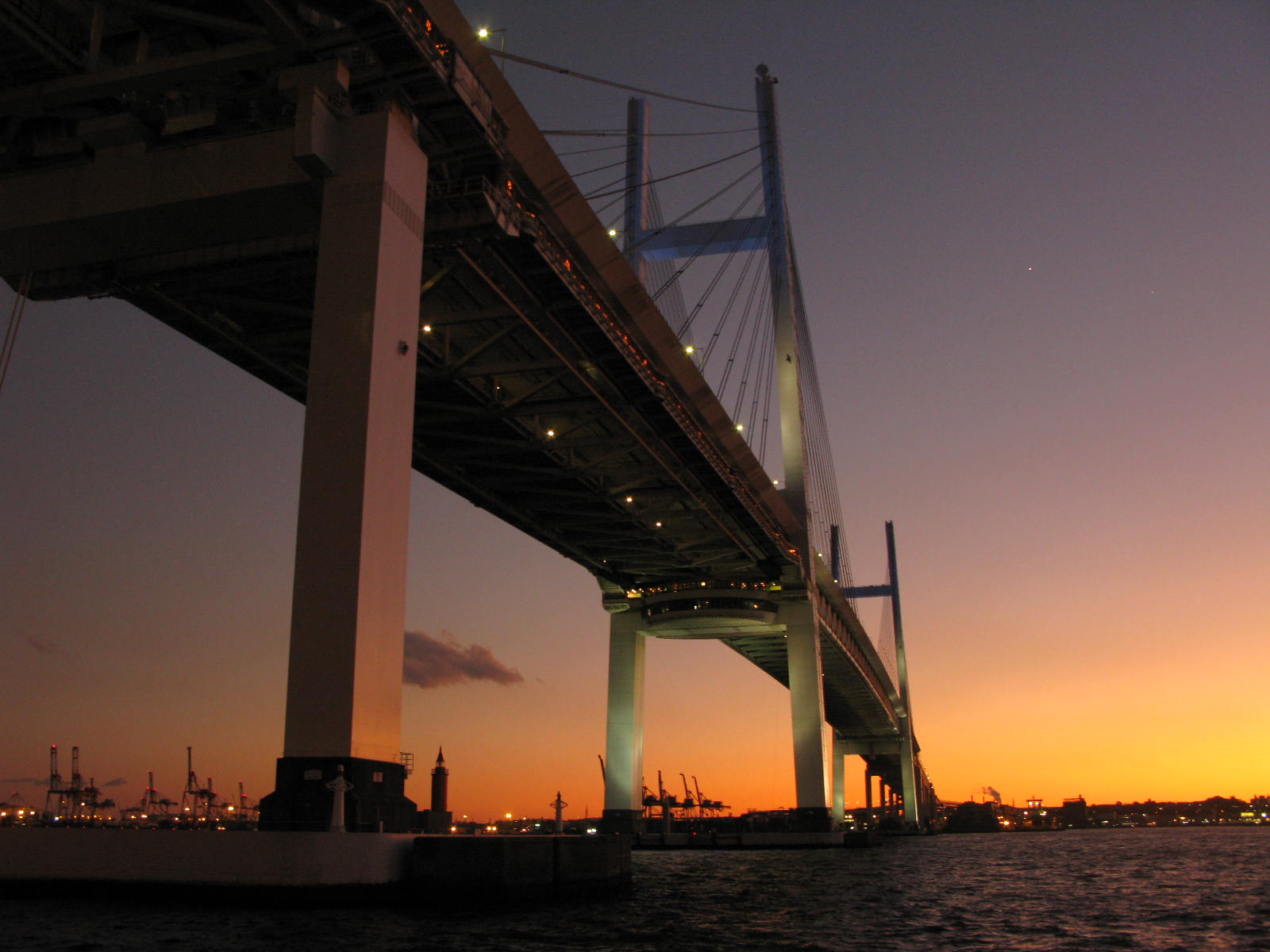
Yokohama Bay Cầu at dawn

Yokohama Bay Bridge (横浜ベイブリッジ Yokohama Bei Buridji) (横浜ベイブリッジ Yokohama Bei Buridji) là một cây cầu dây văng 860 mét (2.820 ft) ở Yokohama, Nhật Bản. Cây cầu khai trương ngày 27 tháng 9 năm 1989, nó bắc qua Vịnh Tokyo một khoảng 460 mét (1.510 feet). Cây cầu là một phần của tuyến đường Bayshore của đường cao tốc Shuto.

## Bên ngoài đường dẫn
- Tư liệu liên quan tới Yokohama Bay Bridge tại Wikimedia Commons